# San Juan de Luz
San Juan de Luz (en francés: Saint-Jean-de-Luz; en euskera: Donibane Lohizune; en occitano: Sent Joan de Lus) es una comuna francesa, situada en el departamento de Pirineos Atlánticos en la región de Nueva Aquitania.

## Localización
La bahía de San Juan de Luz está al fondo del golfo de Vizcaya, a orillas del mar Cantábrico. Este es el único puerto protegido de Francia entre Arcachon y el límite con España. Es muy visitado por bañistas y se convirtió en un famoso balneario en la Costa Vasca. El complejo es relativamente nuevo, pero el propio puerto es muy antiguo.

## Geografía
San Juan de Luz limita al norte con el mar Cantábrico y Guetaria, al este con Ahetze y Semper, al sur con Ascain y al oeste con Ciburu.

### Acceso
San Juan de Luz se extiende desde ambos lados de la D 810, antigua carretera nacional 10. La ciudad es servida por la autopista A63: salida 3 (Saint-Jean-de-Luz del Norte) y 2 (al sur de Saint-Jean-de-Luz). 
La estación de San Juan de la Luz-Ciburu es una estación del ferrocarril SNCF Burdeos-Irún en las ciudades fronterizas cuyo nombre lleva.

### Hidrografía
El río Nivelle (Urdazuri en vasco) y sus afluentes y arroyos Etcheberriko, Isaka y Chantaco pasan por la ciudad. 
Otro río costero, el arroyo Basarun y su afluente, el arroyo Mendiko, también atraviesan San Juan de Luz. La parte baja del río ha sido canalizada, la corriente de salida en la línea de costa se encuentra en la playa Erromardie y el arrecife de Belharra. Un afluente del Uhabia, río emblemático de la ciudad costera, es el arroyo Bidart y Amisolako, que también pasa por las tierras de la ciudad. Localidades y caseríos

- Akotz o Acotz
- Allots
- Alturan
- Basa Beltz
- Baleinia
- Centro
- Chantaco
- Erromardie
- Etxebiage
- Fargeot
- Habas
- Haize Errota
- Itxaka
- Karsienea
- Jalda (industriales)
- Lago
- Laiatz (industriales)
- Moleressenia
- Sainte-Barbe
- San José
- Serres (antiguo municipio incorporado en Ascain y Saint-Jean-de-Luz)
- Urdazuri
- Urquijo
- Urthaburu

## Historia
Durante las guerras italianas, su puerto se convirtió en base de corsarios franceses, que atacaban a barcos españoles en el mar Cantábrico. Esto supuso incursiones del ejército español contra la villa en 1523, 1542 y 1558.

## Transportes

### Ferrocarril
En la estación de la localidad efectúan parada trenes de alta velocidad y otros que cubren trayectos de larga y media distancia.

## Heráldica
Cortado: 1.º, en campo de azur, un velero de sable, que navega con todas sus velas de plata, sobre una onda del mismo metal, y 2.º, en campo de gules, un león rampante, de oro, coronado con corona de Vizconde, del mismo metal; medio partido de azur, con un bastón episcopal de plata, puesto en palo.

## Demografía
| Gráfica de evolución demográfica de San Juan de Luz entre 1800 y 2012 |
|                                                                       |

Fuentes: Ldh/EHESS/Cassini e INSEE.

## Galería de imágenes

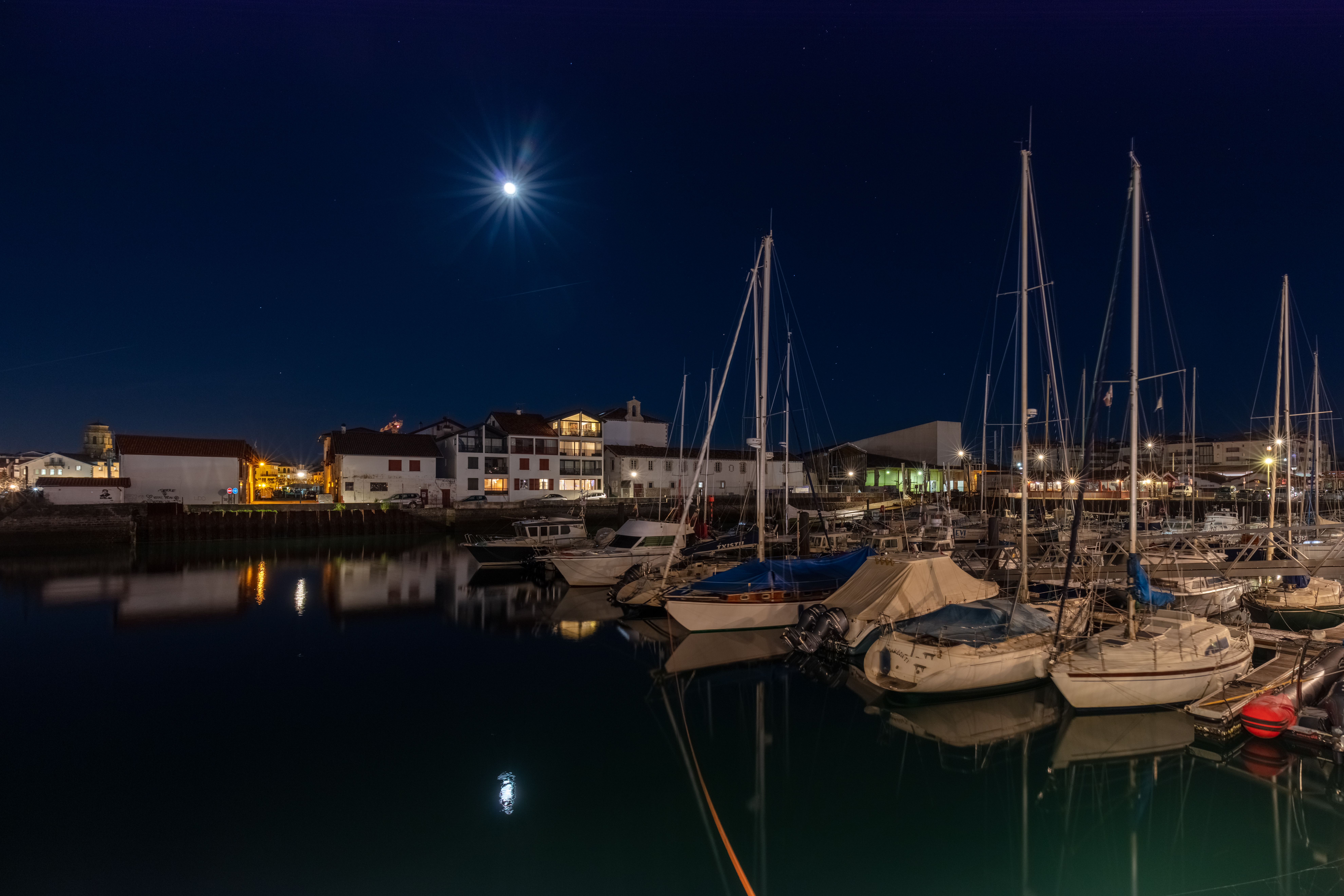
Amarre.
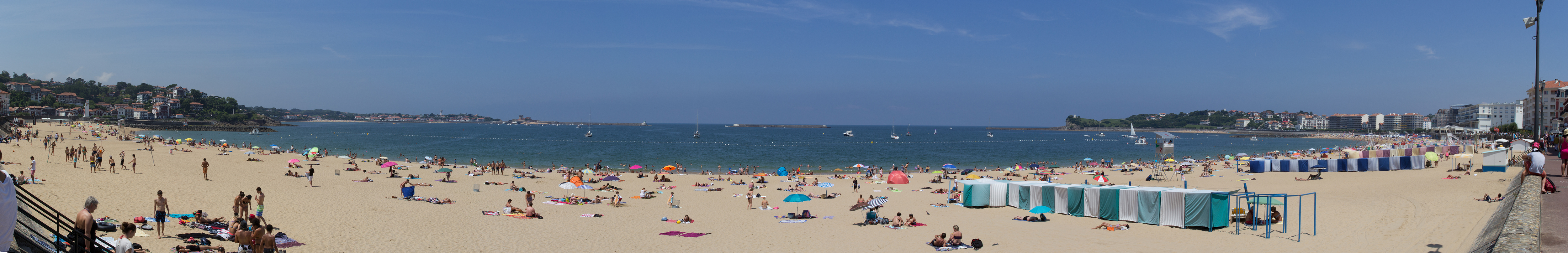
Saint-Jean-de-Luz Panorama.
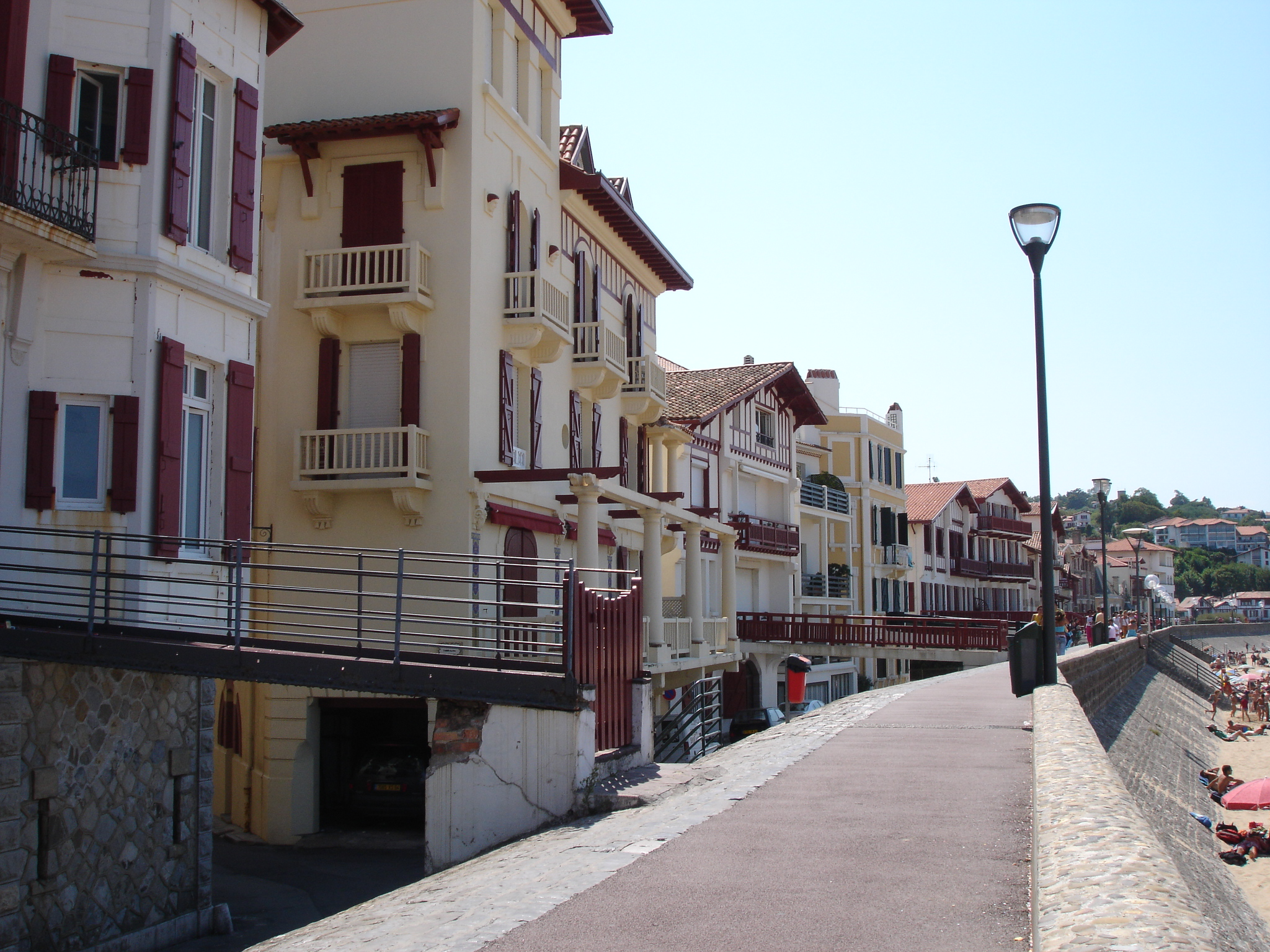
Viviendas junto a la playa.
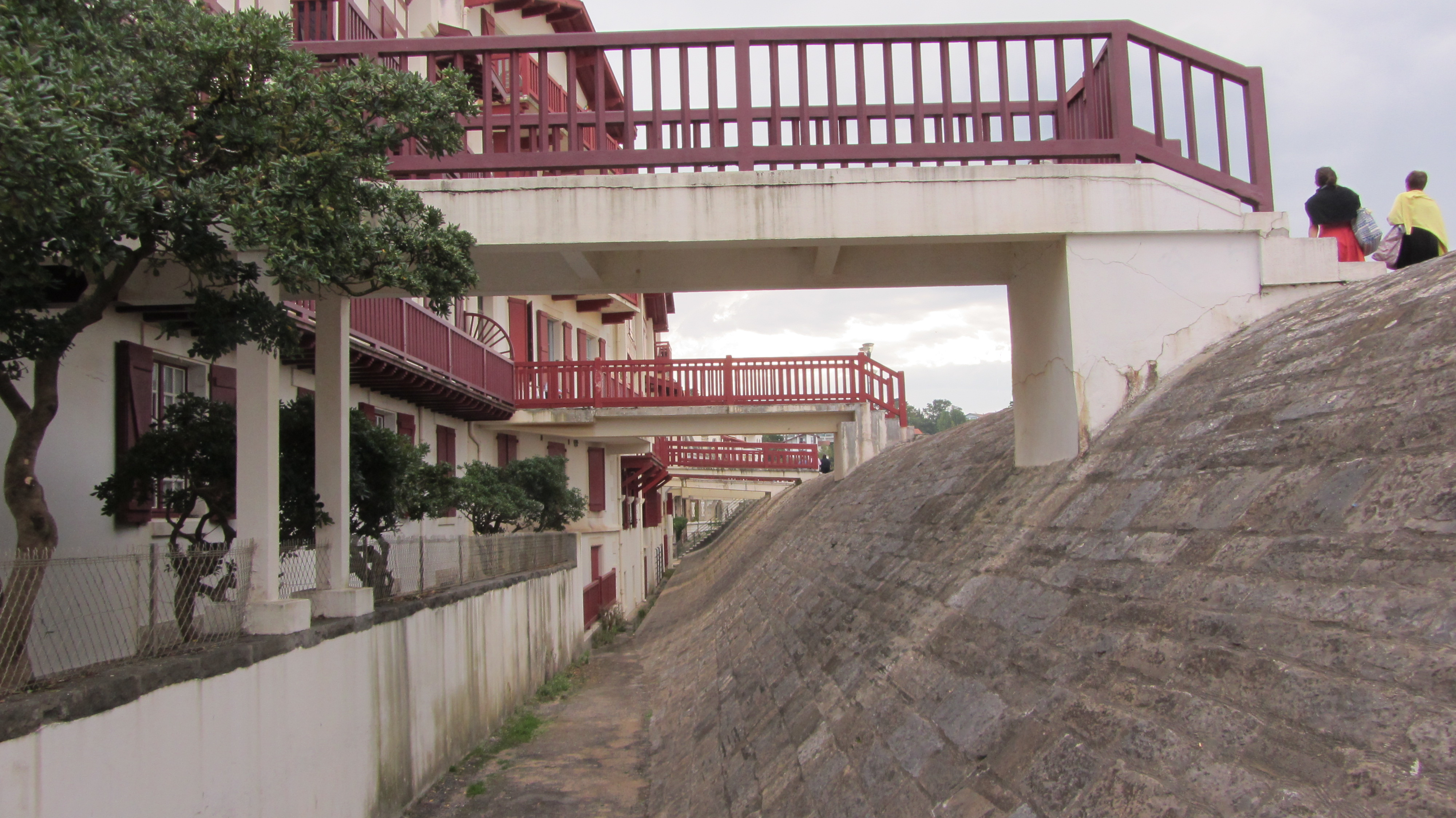
Escalinatas de las casas de la playa.